# Frozza Orseolo
Frozza Orseolo či Frowiza přejmenovaná na Adelhaid ( 1015 – 17. února 1071) byla rakouská markraběnka z rodu Orseolů. Byla dcerou benátského dóžete Oty a jedné z dcer uherského knížete Gejzy.
Před rokem 1041 se stala druhou chotí markraběte Vojtěcha, který se díky tomuto sňatku stal švagrem novopečeného uherského krále Petra a ten roku 1041 našel po svém vyhnání z Uher na švagrově dvoře azyl. Frozza přijala po sňatku jméno Adelhaid a svému choti porodila dva syny. Starší Leopold se proslavil během uherských válek a zemřel roku 1043. Adelhaid ovdověla roku 1055 a zemřela o šestnáct let později. Byla pohřbena po boku manžela v klášteře Melk.